# 제리 오코너

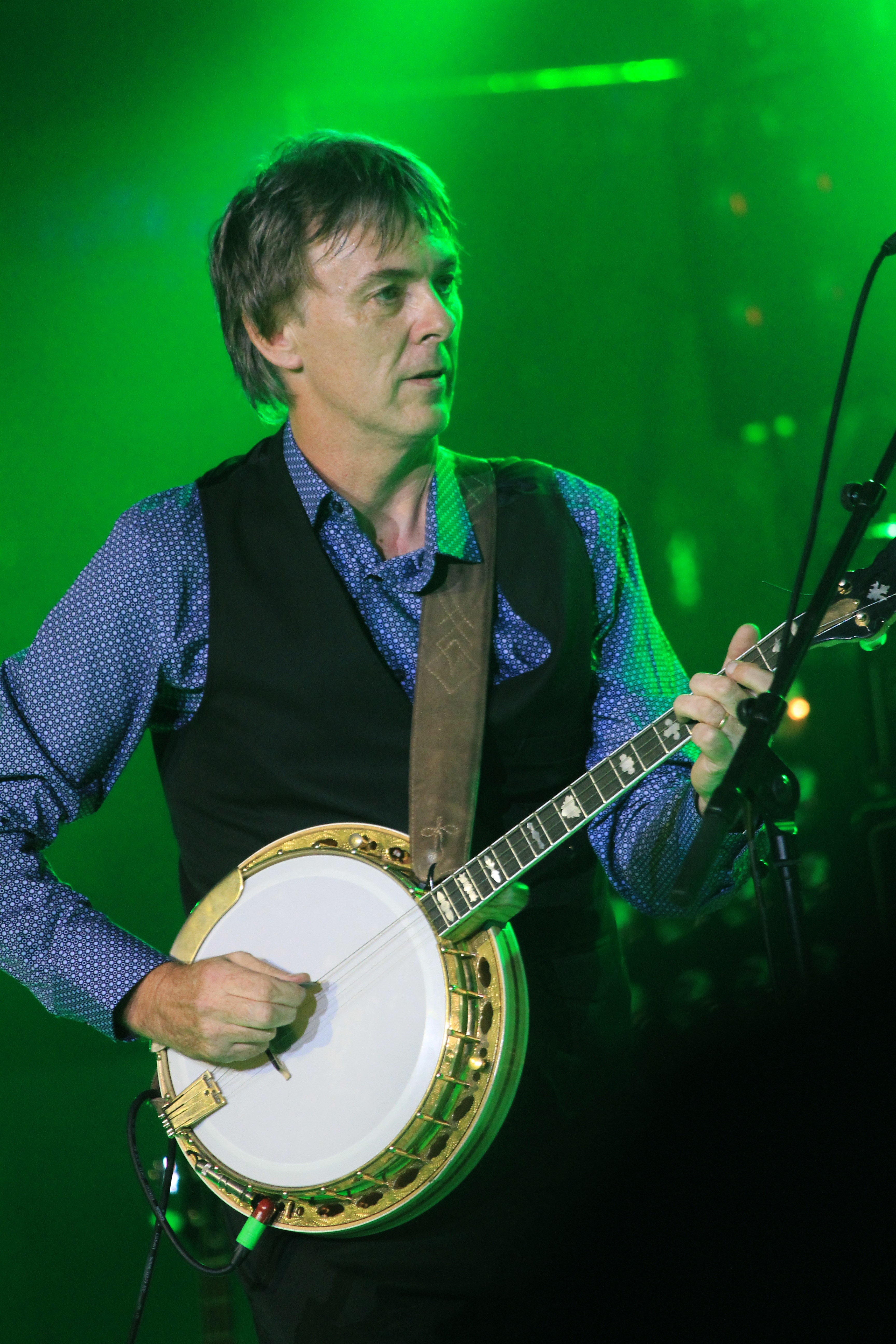
제리 오코너

제리 오코너(Gerry O'Connor)는 아일랜드의 음악가이다. 전문 가수는 아니며, 4현 아이리시 테너 밴조, 바이올린, 만돌린을 다룬다. 1991년에 1집 앨범인 Time to Time을 발매하였다. 1990년대에는 패치 워천의 세션 뮤지션으로 활동하면서 패치 워천 앨범에 게스트로 여러 차례 출연하였다. 2005년 패치 워천이 더 더블리너스에 합류했을 무렵 바니 매케너 대타로 한 차례 함께 공연한 바 있다. (https://web.archive.org/web/20120605190729/http://www.gerryoconnor.com/photos/photos2005vienna.html) 2012년 4월 바니 매케너가 세상을 떠났을 때부터는 더 더블리너스의 세션 뮤지션으로 함께 공연했으나, 공식 멤버는 아니었다. 2012년 가을 존 시헌이 은퇴를 발표하면서 더 더블리너스는 해체되었으나 그 이후로도 나머지 멤버들은 계속 함께 활동하기로 계획하였고, 제리 오코너도 함께하기로 했다. 2013년 2월부터 나머지 멤버들인 숀 캐넌, 에이먼 캠벨, 패치 워천, 존 시헌 대타인 데지 도넬리와 함께 후속 그룹인 더 더블린 레전즈 멤버로 함께 공연할 계획이다.

## 디스코그래피
제리 오코너는 전문 가수가 아니며 이 앨범들은 모두 밴조 소리만 들리는 기악 앨범이다. 출처: https://web.archive.org/web/20130420192632/http://www.gerryoconnor.com/disco.html
- 1991: Time to Time
- 1998: Myriad
- 2004: No Place Like Home
- 2009: High Up - Low Down

## 게스트 출연
- 1998: Shindig - Recorded Live at the Old Jameson Distillery (패치 워천 앨범. http://itsthedubliners.com/pw_1998_shindig.htm)
- 2003: Hearts On Fire (패치 워천 앨범. http://itsthedubliners.com/pw_2003_hearts.htm)
- 2004: Irish Rebel Heroes (패치 워천 앨범. http://itsthedubliners.com/pw_2004_rebels.htm)